# 電流電圧特性

電気抵抗の大きい抵抗器、電気抵抗の小さい抵抗器pn接合型ダイオード、非零の内部抵抗をもつ電池それぞれの電流電圧特性。横軸は電圧降下を、縦軸は電流を表わす。正負はすべてPassive sign conventionに準じる。

電流電圧特性（でんりゅうでんあつとくせい、英: Current–voltage characteristic）とは、ある電気回路、回路素子、物質などに電流を流した際に生じる電圧・電位差を示す図やグラフを指す。I–V曲線(I–V curve) とも。

## 電子工学

さまざまなオーバードライブ電圧を印加したときのMOSFETのドレイン電流-ドレイン・ソース間電圧との関係を表わすグラフ。線形領域（オーミック領域）と飽和領域との間の境界が下に凸な放物線を描いている。

電子工学においては、ある電子部品を流れる直流電流と、端子間に生じる直流電圧との関係をその素子の電流電圧特性と呼ぶ。技術者はこの図を用いて素子の基本パラメータを決定し、電気回路中でのその素子のふるまいをモデル化する。電流と電圧を表わす標準的な変数名を用いてI–V曲線と呼ばれることもある。
真空管やトランジスタなど、2つ以上の端子を持つ電子部品の場合、ある2つの端子間の電流電圧特性は別の端子に流れる電流やかかる電圧に依存することがある。このような場合には、電流電圧特性を表わすグラフは別の端子の様々な条件に対応する複数の曲線からなる複雑なものとなる。
例として、右図にMOSFETのオーバードライブ電圧(VGS−Vth)をパラメータとする一群のI–V曲線を示す。
最も単純なI–V曲線を持つのは抵抗器で、オームの法則によりそのI–V曲線は原点を通り、コンダクタンス（電気抵抗の逆数）を傾きとする直線となる。
電子部品のI–V曲線はカーブトレーサーと呼ばれる装置によって測定することができる。I–V曲線から導出される伝統的なパラメータとして、相互コンダクタンスやアーリー電圧が挙げられる。

### I–V曲線の種類
電子部品のI–V曲線の形からは、その部品の動作について多くの情報が得られる。さまざまな素子のI–V曲線を分類する軸として、以下のようなものが挙げられる。

I–V平面の4象限。電源のI–V曲線は赤い領域を通る。

- 能動素子と受動素子：I–V曲線がI–V平面の原点と第一および第三象限のみを通る場合、その素子は受動素子と呼ばれ、外部からの電力を消費しかしない。例として抵抗器や電動機が挙げられる。電流はつねに電場と同じ向きに流れ、電荷担体のもつ位置エネルギーは熱やその他のエネルギー形態へと変換される。

これに対して、第二および第四象限を通るI–V曲線は能動素子であり、電力を供給する。例として電池や発電機が挙げられる。素子がI–V平面の第二および第四象限にあたる動作条件にあるとき、電流は電場の向きに逆らって低電位の端子から高電位の端子へと流れており、電荷担体は位置エネルギーを得る。したがって、なんらかの形のエネルギーが電力へと変換される。
- 線形素子と非線形素子：電流電圧特性が直線により表わされる素子は線形素子と呼ばれ、曲線により表わされるものは非線形素子と呼ばれる。たとえば、抵抗器やキャパシタ、インダクタは線形素子であり、ダイオードやトランジスタは非線形素子である。正の傾きを持ち原点を通るI–V曲線を持つ抵抗器は線形抵抗器もしくはオーミック抵抗器と呼ばれ、電気回路中にもっともよく使われる種類の抵抗器である。この素子は広い範囲でオームの法則に従い、電流は印加電圧に比例し、直線の傾きすなわち抵抗値の逆数は定数である。ダイオードなどの非線形素子の電流電圧特性は曲線であらわされ、電流および電圧によって抵抗値は変化する。
- 負性抵抗と正性抵抗：I–V曲線が正の傾きをもつとき、それは正の抵抗値をあらわす。I–V曲線が単調増加しない場合、その素子は負性抵抗をもつ。I–V曲線が負の傾きをもつ領域ではその素子は負の微分抵抗をもち、正の傾きをもつ領域では正の微分抵抗を持つ。負性抵抗素子は増幅回路および発振回路に利用することができる。負性抵抗を持つ代表的素子はトンネルダイオードやガン・ダイオードが挙げられる。
- ヒステリシスとsingle-valued[訳語疑問点]：ヒステリシスをもつ、すなわち電流電圧特性が現在の入力だけでなく過去の入力履歴に依存する素子は、閉ループのあるI–V曲線を持つ。閉ループの各分枝には矢印を付して方向を表わす。ヒステリシスを持つ素子の例として、鉄芯インダクタや鉄芯変圧器、サイリスタやDIAC、ネオン管などのガス封入管が挙げられる。

模式化されたトンネルダイオードの電流電圧特性。v1からv2までの影をつけられた領域が負性抵抗領域である。
DIACの電流電圧特性。VBOはブレークオーバ電圧をあらわす。
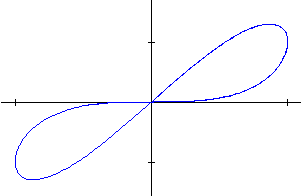
メモリスタの電流電圧特性。pinched hysterisis[訳語疑問点]を持つ。
ガン・ダイオードの電流電圧特性。ヒステリシスのある（矢印に注目）負性抵抗領域を持つ。

## 電気生理学

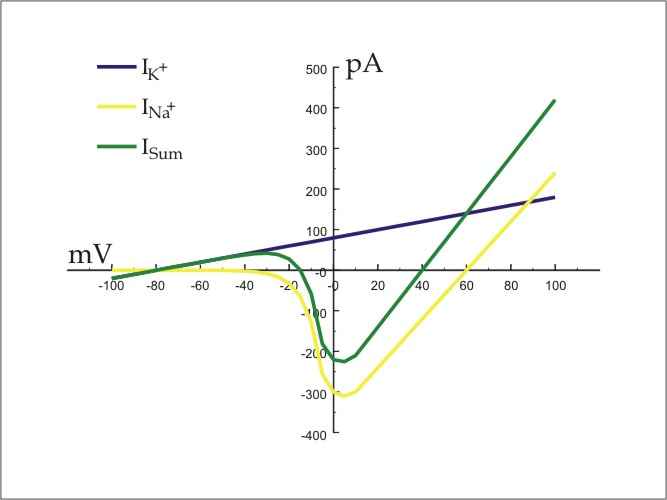
ニューロンのいわゆる"whole cell" I–V curveのカリウムイオン成分およびナトリウムイオン成分。

電流電圧特性はいかなる電気的な系にも適用可能だが、生体電気、とりわけ電気生理学の分野で広く用いられる。この分野では、電圧は生体膜の両側の電位差、すなわち膜電位を意味し、電流は生体膜上のイオンチャネルを通るイオンの流れを意味する。イオンチャネルの伝導率により電流は決定する。
生体膜を通るイオン電流の向きは、内側から外側が正とされる。すなわち、正電荷を帯びた陽イオンが細胞膜の内側から外側へ流れているとき、もしくは負電荷を帯びた陰イオンが外側から内側に流れているとき、電流値は正となる。逆に、陽イオンが外側から内側へ、員イオンが内側から外側へ流れているときは電流値は負となる。
右図は神経繊維のような興奮性膜を流れる電流のI–V曲線である。青線はカリウムイオンのI–V曲線であり、直線であることからカリウムイオンチャネルは電位依存のゲーティングを行わないことがわかる。黄線はナトリウムイオンのI–V曲線であり、曲線を描いていることからナトリウムイオンチャネルは電位依存性をもつことがわかる。緑線はナトリウム電流とカリウム電流を合計したもので、これら2種類のイオンチャネルを持つ膜の総電流電圧特性を近似的に表わす。